# Olympiska vinterspelen 1944
Olympiska vinterspelen 1944 blev inställda på grund av det pågående andra världskriget. Spelen var planerade att gå i Cortina d'Ampezzo, Italien. Efter kriget fick Cortina d'Ampezzo istället olympiska vinterspelen 1956. Detta i likhet med bland annat St. Moritz, London och Helsingfors som också tilldelades nya för vinter- respektive sommarspel istället för de som ställdes in under krigsåren.
Esposizione Universale di Roma, en stadsdel i Rom, projekterades ursprungligen för världsutställningen 1942 vilken även den fick inställas på grund av kriget.